# Omari Johnson
Omari Khakfani Johnson (Kingston, 16 de mayo de 1990) es un baloncestista jamaicano con pasaporte estadounidense que pertenece a la plantilla de los Fort Wayne Mad Ants de la NBA G League. Con 2,06 metros de estatura, juega en la posición de alero.

## Trayectoria deportiva

### Universidad
Jugó cuatro temporadas con los Oregon State de la Universidad Estatal de Oregón, en las que promedió 6,4 puntos y 4,0 rebotes por partido. Jugó 120 partidos con los Beavers, lo que le convierte en el octavo jugador con más partidos de la historia de su universidad.

#### Estadísticas
| Año     | Equipo       | PJ  | PT | MPP  | %TC  | %3P  | %TL  | RPP | APP | ROB | TPP | PPP |
| ------- | ------------ | --- | -- | ---- | ---- | ---- | ---- | --- | --- | --- | --- | --- |
| 2007-08 | Oregon State | 23  | 13 | 21.5 | .392 | .309 | .667 | 4.3 | .4  | .4  | .5  | 7.3 |
| 2008–09 | Oregon State | 34  | 14 | 19.9 | .432 | .344 | .577 | 3.2 | .8  | .5  | .4  | 6.6 |
| 2009–10 | Oregon State | 32  | 10 | 15.5 | .370 | .267 | .677 | 2.6 | .6  | .5  | .2  | 4.7 |
| 2010–11 | Oregon State | 31  | 27 | 26.7 | .459 | .239 | .519 | 6.2 | 1.0 | .8  | .3  | 7.2 |
| Total   | Total        | 120 | 64 | 20.8 | .418 | .293 | .600 | 4.0 | .7  | .6  | .3  | 6.4 |

### Profesional
Tras no ser elegido en el Draft de la NBA de 2011, fichó por los Oshawa Power de la NBL canadiendse. Tras ser incluido esa temporada en el segundo mejor quinteto de la liga, fichó la temporada siguiente por los también  canadienses Summerside Storm. En el total de las dos temporadas en la liga, promedió 18,5 puntos, 8,5 rebotes y 2,6 asistencias por partido.
En septiembre de 2013 fichó por el CB Valladolid de la Liga ACB española, donde jugó una temporada en la que promedió 11,4 puntos y 6,0 rebotes por partido.
Al año siguiente fue elegido en el puesto 39 del Draft de la NBA D-League por los Maine Red Claws. Jugó dos temporadas en el equipo de la liga de desarrollo de la NBA, en las que promedió 15,6 puntos y 6,6 rebotes por partido.
El 9 de noviembre de 2016 fichó por el BC Neptūnas Klaipėda de la liga lituana. En febrero de 2017 rompieron el contrato debido a medidas disciplinarias. Hasta ese momento había promediado 8,1 puntos y 4,8 rebotes por partido.
El 23 de agosto de 2017 fue elegido por los Memphis Hustle en el draft de expansión de la G League.
El 6 de abril de 2018 firmó un contrato multianual con los Memphis Grizzlies de la NBA, disputando cuatro encuentros.
El 21 de septiembre de 2018 firma con Indiana Pacers para la pretemporada. Fue cortado el 11 de octubre antes de debutar, y fue asignado al filial de la G League, los Fort Wayne Mad Ants.

## Estadísticas de su carrera en la NBA

### Temporada regular
| Año     | Equipo  | PJ | PT | MPP  | %TC  | %3P  | %TL  | RPP | APP | ROB | TPP | PPP |
| ------- | ------- | -- | -- | ---- | ---- | ---- | ---- | --- | --- | --- | --- | --- |
| 2017-18 | Memphis | 4  | 0  | 18.8 | .429 | .333 | .000 | 2.8 | 1.8 | .5  | .0  | 5.5 |
| Total   | Total   | 4  | 0  | 18.8 | .429 | .333 | .000 | 2.8 | 1.8 | .5  | .0  | 5.5 |